# 中華人民共和国科学技術部

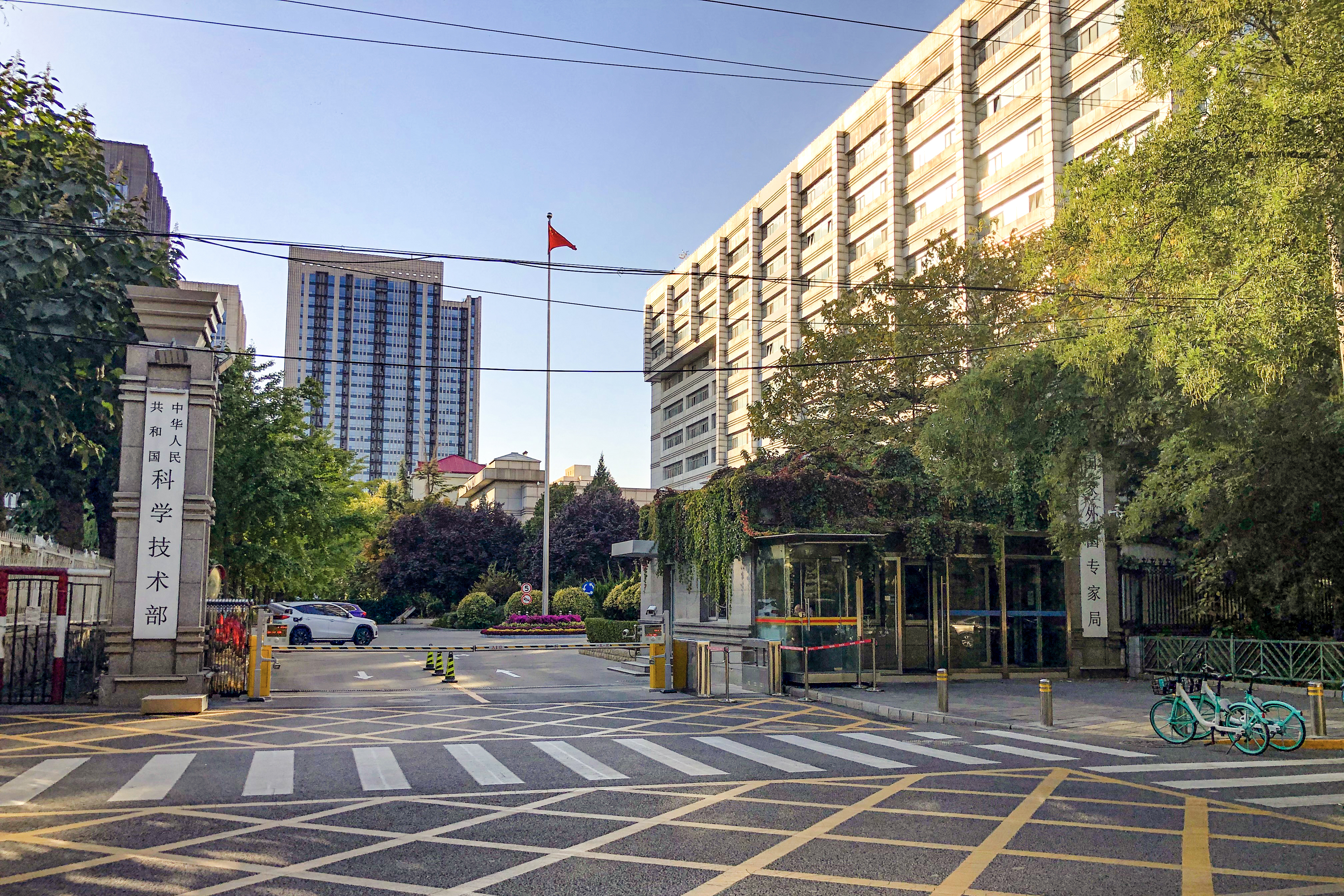
本部

中華人民共和国科学技術部（ちゅうかじんみんきょうわこくかがくぎじゅつぶ）は、中華人民共和国国務院に属する行政部門。科学技術関連事業を管轄する。日本の旧科学技術庁（現：文部科学省）にあたる役所。略称は科技部。
1956年に科学規格委員会と国家技術委員会の二部門が設立され、2年後の1958年に両委員会が合併して国家科学技術委員会となった。1970年には中国科学院と合併し、1977年に再び国家科学技術委員会となり、1998年に改称された。

## 概要
食品生産における生産性向上の技術革新を研究する。同部は市場の生産物の品質を規制、調査の監視をし、基準を満たさない販売業者に罰則を与え、また生産物の包装を規制し、違法な生産物やその材料を没収し破壊することができる。

## 組織
出典
- 弁公庁
- 人事司
- 政策法規・体制改革司
- 発展計画司
- 条件財務司
- 国際協力司
- 基礎研究司
- ハイテク発展と産業化司
- 農村科学技術司
- 社会発展科学技術司
- 監察局

### 直轄機関
- 中国科学技術情報研究所
- 中国科学技術発展戦略研究院
- 中国科学技術交流センター
- 中国農村技術開発センター
- 科学技術部タイマツハイテク産業開発センター
- 中国技術市場管理促進センター
- 中国生物技術発展センター（Chinese National Center for Biological Development：CNCBD）
- 中国21世紀議事日程管理センター
- 科学技術部ハイテク研究発展センター
- 科学技術部情報センター
- 国家リモート・センシングセンター
- 科学技術部評価センター
- 国家科学技術奨励事務室
- 機関サービスセンター

## 幹部
- 部長：陰和俊
- 副部長
  - 李学勇　党組書記
  - 呉忠沢
  - 劉燕華
  - 尚勇
  - 曹健林
  - 張景安　科技日報社社長

## 歴代部長
- 朱麗蘭（1998年3月 - 2001年2月）
- 徐冠華（2001年2月 - 2007年4月）
- 万鋼（2007年4月 - 2018年3月）
- 王志剛 （2018年3月[3] - 2023年10月）
- 陰和俊（2023年10月[4] - ）